# 小錫爾弗 (新澤西州)
小錫爾弗（英語：Little Silver）是位於美國新澤西州蒙茅斯縣的自治市鎮。

## 人口
根據2020年美國人口普查的數據，小錫爾弗的面積為8.60平方千米，當中陸地面積為7.02平方千米，而水域面積為1.57平方千米。當地共有人口6131人，而人口密度為每平方千米713人。